# Pentacentrus unifenestratus
Pentacentrus unifenestratus är en insektsart som beskrevs av Andrew Nelson Caudell 1927. Pentacentrus unifenestratus ingår i släktet Pentacentrus och familjen syrsor. Inga underarter finns listade i Catalogue of Life.